# 全国体育大会
全国体育大会是中华人民共和国举办的非奥运体育项目的综合运动会，与全国运动会相对应。全国体育大会创办于2000年，由国家体育总局、中华全国体育总会主办。从第二届起，每四年举行一届，在全运会的次年举办。重庆市原定于2014年举行第5届全国体育大会，但早在2012年12月，重庆方面就被告知此次体育大会被取消。
全国体育大会的宗旨是推动中国非奥体育项目的发展。

## 比赛项目
比赛项目有围棋、象棋、国际象棋、桥牌、室内五人制足球、三人篮球、地掷球、台球、壁球、保龄球、高尔夫球、门球等。

## 历届全国体育大会
| 届数   | 举办时间               | 举办地点     | 项目数 | 备注 |
| ------ | ---------------------- | ------------ | ------ | ---- |
| 第一届 | 2000年5月29日至6月6日  | 浙江省宁波市 | 17个   | -    |
| 第二届 | 2002年5月15日至6月3日  | 四川省绵阳市 | 22个   | -    |
| 第三届 | 2006年5月20日至5月30日 | 江苏省苏州市 | 28个   | -    |
| 第四届 | 2010年5月16日至5月26日 | 安徽省合肥市 | 34个   | -    |
| 第五届 | 2014年3月12日至4月20日 | 重庆市       | 80个   | -    |